# Kabinett Kishida II (1. Umbildung)
Das erste umgebildete zweite Kabinett Kishida (japanisch 第２次岸田第1次改造内閣 dainiji Kishida daiichiji kaizō naikaku) war die am 10. August 2022 durchgeführte erste Umbildung des 101. Kabinetts Japans unter Führung von Premierminister Fumio Kishida. Es hatte eine hohe Anzahl an neuen Ministern. Vorausgegangen waren die Senatswahl im Juli 2022 und im Zusammenhang mit dem Attentat auf Shinzō Abe Kritik an Verbindungen von LDP-Politikern zur Vereinigungskirche. Es regierte bis zu einer erneuten Umbildung am 13. September 2023.
Die Regierung ist eine Koalition zwischen der Liberaldemokratischen Partei und der Komeito und kontrolliert sowohl den Senat als auch das Abgeordnetenhaus in der Nationalversammlung, dem japanischen Parlament.

## Englische Minister
| Titel (englische Eigenübersetzung) | Bild                                      | Minister                                 |
| --- | ----------------------------------------- | ---------------------------------------- |
| Prime Minister |                                           | Fumio Kishida                            |
| Minister for Internal Affairs and Communications |                                           | Minoru Terada (bis 21. November 2022)    |
| Minister for Internal Affairs and Communications | Takeaki Matsumoto (ab 21. November 2022)  |                                          |
| Minister of Justice |                                           | Yasuhiro Hanashi (bis 11. November 2022) |
| Minister of Justice | Ken Saitō (ab 11. November 2022)          |                                          |
| Minister for Foreign Affairs |                                           | Yoshimasa Hayashi                        |
| Minister of Finance Minister of State for Financial Services Minister in charge of Overcoming Deflation |                                           | Shun’ichi Suzuki                         |
| Minister of Education, Culture, Sports, Science and Technology Minister in charge of Designing the Future of Education |                                           | Keiko Nagaoka                            |
| Minister of Health, Labour and Welfare |                                           | Katsunobu Katō                           |
| Minister of Agriculture, Forestry and Fisheries |                                           | Tetsurō Nomura                           |
| Minister of Economy, Trade and Industry Minister in charge of the Response to the Economic Impact Caused by the Nuclear Accident Minister for Green Transformation Minister in charge of Industrial Competitiveness Minister for Economic Cooperation with Russia Minister of State for the Nuclear Damage Compensation and Decommissioning Facilitation Corporation Minister in charge of the Response to the Economic Impact Caused by the Nuclear Accident |                                           | Yasutoshi Nishimura                      |
| Minister of Land, Infrastructure, Transport and Tourism Minister in charge of Water Cycle Policy Minister for the World Horticultural Exhibition Yokohama 2027 |                                           | Tetsuo Saitō                             |
| Minister of the Environment Minister of State for Nuclear Emergency Preparedness |                                           | Akihiro Nishimura                        |
| Minister of Defense |                                           | Yasukazu Hamada                          |
| Chief Cabinet Secretary Minister in charge of Mitigating the Impact of U.S. Forces in Okinawa Minister in charge of the Abductions Issue Minister in Charge of Promoting Vaccinations |                                           | Hirokazu Matsuno                         |
| Minister for Digital Transformation Minister for Digital Reform Minister for Consumer Affairs and Food Safety Minister in charge of Civil Service Reform |                                           | Tarō Kōno                                |
| Minister for Reconstruction Minister in charge of Comprehensive Policy Coordination for Revival from the Nuclear Accident at Fukushima |                                           | Ken’ya Akiba (bis 27. Dezember 2022)     |
| Minister for Reconstruction Minister in charge of Comprehensive Policy Coordination for Revival from the Nuclear Accident at Fukushima | Hiromichi Watanabe (ab 27. Dezember 2022) |                                          |
| Chairperson of the National Public Safety Commission Minister in charge of Building National Resilience Minister in charge of Territorial Issues Minister of State for Disaster Management and Ocean Policy |                                           | Kōichi Tani                              |
| Minister in charge of Policies Related to Children Minister in charge of Cohesive Society Minister in charge of Women’s Empowerment Minister in charge of Measures for Loneliness and Isolation Minister of State for Measures for Declining Birthrate Minister of State for Gender Equality |                                           | Masanobu Ogura                           |
| Minister in charge of Economic Revitalization Minister in charge of New Capitalism Minister in charge of Startups Minister in charge of Measures for Novel Coronavirus Disease and Health Crisis Management Minister in charge of Social Security Reform Minister of State for Economic and Fiscal Policy |                                           | Daishirō Yamagiwa (bis 24. Oktober 2022) |
| Minister in charge of Economic Revitalization Minister in charge of New Capitalism Minister in charge of Startups Minister in charge of Measures for Novel Coronavirus Disease and Health Crisis Management Minister in charge of Social Security Reform Minister of State for Economic and Fiscal Policy | Shigeyuki Gotō (ab 25. Oktober 2022)      |                                          |
| Minister in charge of Economic Security Minister of State for Intellectual Property Strategy Minister of State for Science and Technology Policy Minister of State for Space Policy Minister of State for Economic Security |                                           | Sanae Takaichi                           |
| Minister of State for Okinawa and Northern Territories Affairs Minister of State for Regional Revitalization Minister of State for Regulatory Reform Minister of State for „Cool Japan“ Strategy Minister of State for Ainu-Related Policies Minister in charge of Digital Garden City Nation Vision Minister for the World Expo 2025 Minister in charge of Administrative Reform                                                                             |                                           | Naoki Okada                              |

## Japanische Minister
Anmerkung: Die verwendeten Farben für Partei- und Faktionszugehörigkeit dienen nur der Unterscheidbarkeit und haben keine transzendente Bedeutung.
| Ministerresort (möglichst wörtliche dt. Übersetzung) | Weitere Aufgaben | Minister                                  | Parlamentsmandat (Kammer, Wahlkreis, Fraktion) | Faktion | Faktion |
| --- | --- | ----------------------------------------- | ---------------------------------------------- | ------- | ------- |
| Premierminister | – | Fumio Kishida                             | Abg., Hiroshima 1, LDP                         |         | Kishida |
| Allgemeine Angelegenheiten | – | Minoru Terada (bis 21. November 2022)     | Abg., Hiroshima 5, LDP                         |         | Kishida |
| Allgemeine Angelegenheiten | – | Takeaki Matsumoto (ab 21. November 2022)  | Abg., Hyōgo 11, LDP                            |         | Asō     |
| Justiz | – | Yasuhiro Hanashi (bis 11. November 2022)  | Abg., Ibaraki 3, LDP                           |         | Kishida |
| Justiz | – | Ken Saitō (ab 11. November 2022)          | Abg., Chiba 7, LDP                             |         | –       |
| Auswärtige Angelegenheiten | 3. Vertreter des Premierministers | Yoshimasa Hayashi                         | Abg., Yamaguchi 3, LDP                         |         | Kishida |
| Finanzen Besondere Aufgaben: Finanzsektor | „Überwindung der Deflation“ 4. Vertreter des Premierministers | Shun’ichi Suzuki                          | Abg., Iwate 2, LDP                             |         | Asō     |
| Kultus und Wissenschaft | „Zukunftsgestaltung der Bildung“ (kyōiku mirai sōzō) | Keiko Nagaoka                             | Abg., Ibaraki 7, LDP                           |         | Asō     |
| Landwirtschaft, Forstwirtschaft und Fischerei | – | Tetsurō Nomura                            | Sen., Kagoshima, LDP                           |         | Motegi  |
| Gesundheit, Soziales und Arbeit | – | Katsunobu Katō                            | Abg., Okayama 5, LDP                           |         | Motegi  |
| Wirtschaft und Industrie Besondere Aufgaben: Atomkraftentschädigungen & Reaktorstillegung | „Wettbewerbsfähigkeit der Industrie“ „wirtschaftliche Schäden durch Atomkraft“ „Förderung der grünen Transformation (GX)“ wirtschaftliche Zusammenarbeit mit Russland                         | Yasutoshi Nishimura                       | Abg., Hyōgo 9, LDP                             |         | Abe     |
| Land & Verkehr | „Maßnahmen zum Wasserkreislauf“ Internationale Gartenbauausstellung [Yokohama 2027] | Tetsuo Saitō                              | Abg., Hiroshima 3, Kōmeitō                     |         | –       |
| Umwelt Besondere Aufgaben: nukleare Notfallvorsorge | – | Akihiro Nishimura                         | Abg., Miyagi 3, LDP                            |         | Abe     |
| Verteidigung | – | Yasukazu Hamada                           | Abg., Chiba 12, LDP                            |         | –       |
| Chefkabinettssekretär | „Verringerung der Last der Stützpunkte in Okinawa“ „Förderung der Impfkampagne gegen die neuartige Coronavirus-Erkrankung“ „Entführungsproblem“ 1. Vertreter des Premierministers             | Hirokazu Matsuno                          | Abg., Chiba 3, LDP                             |         | Abe     |
| Digitalisierung Besondere Aufgaben: digitale Reformen, Verbraucher[schutz] & Lebensmittelsicherheit | „Reform des öffentlichen Dienstes“ 5. Vertreter des Premierministers | Tarō Kōno                                 | Abg., Kanagawa 15, LDP                         |         | Asō     |
| Wiederaufbau | „umfassende Erholung vom Atomkraftunfall von Fukushima“ | Ken’ya Akiba (bis 27. Dezember 2022)      | Abg., Verhältniswahl Tohoku, LDP               |         | Motegi  |
| Wiederaufbau | „umfassende Erholung vom Atomkraftunfall von Fukushima“ | Hiromichi Watanabe (ab 27. Dezember 2022) | Abg., Chiba 6, LDP                             |         | Motegi  |
| Nationale Kommission für Öffentliche Sicherheit Besondere Aufgaben: Katastrophenschutz, Maritimes | „Stärkung der Zähigkeit des Landes“ [Regierungsprogramm zur Katastrophenschutzinfrastruktur] „Territorialkonflikte“                                                                           | Kōichi Tani                               | Abg., Hyōgo 5, LDP                             |         | Nikai   |
| Besondere Aufgaben: „Kinderpolitik“, „Maßnahmen zum Geburtenrückgang“, „Aktivierung von Jugendlichen“, „Geschlechtergleichstellung“                                                                                   | „Aktivierung von Frauen“ „harmonische Gesellschaft“ (kyōsei shakai) „Maßnahmen gegen Einsamkeit & Isolation“                                                                                  | Masanobu Ogura                            | Abg., Tokio 23, LDP                            |         | Nikai   |
| Besondere Aufgaben: Wirtschafts- & Fiskalpolitik | „Wirtschaftserneuerung“ „neuer Kapitalismus“ „Startups“ „Maßnahmen zum neuartigen Corona[virus] & Management der Gesundheitskrise“ „Reform des Sozialsicherungssystems für alle Generationen“ | Daishirō Yamagiwa (bis 24. Oktober 2022)  | Abg., Kanagawa 18, LDP                         |         | Asō     |
| Besondere Aufgaben: Wirtschafts- & Fiskalpolitik | „Wirtschaftserneuerung“ „neuer Kapitalismus“ „Startups“ „Maßnahmen zum neuartigen Corona[virus] & Management der Gesundheitskrise“ „Reform des Sozialsicherungssystems für alle Generationen“ | Shigeyuki Gotō (ab 25. Oktober 2022)      | Abg., Nagano 4, LDP                            |         | –       |
| Besondere Aufgaben: Strategie zum geistigen Eigentum, „wirtschaftliche Sicherheit“ [keizai anzen hoshō; Programm zur Sicherung von Lieferketten, kritischer Infrastruktur etc.], Wissenschaft & Technologie, Weltraum | wirtschaftliche Sicherheit 2. Vertreterin des Premierministers | Sanae Takaichi                            | Abg., Nara 2, LDP                              |         | –       |
| Besondere Aufgaben: Okinawa & „nördliche Territorien“, „Regionalbelebung“ [chihō sōsei; aka local Abenomics], Regulierungsreformen, „Cool-Japan-Strategie“, Ainu-Politik                                              | „nationaler Plan zur Digitalen Gartenstadt“ (digital den’en-toshi kokka kōsō) „Weltausstellung“ Verwaltungsreform                                                                             | Naoki Okada                               | Sen., Ishikawa, LDP                            |         | Abe     |